# Historia A.C. Milan (1979–1996)

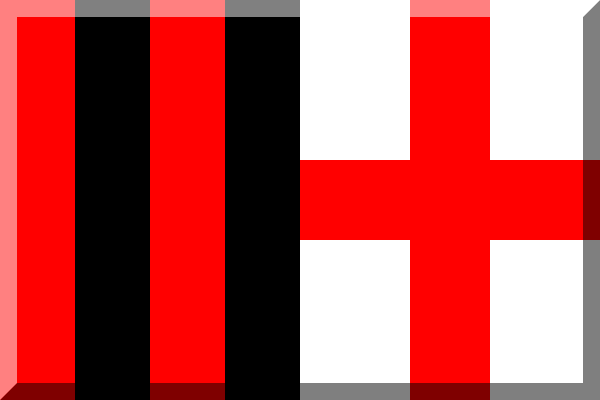
Klubowe barwy Milanu

Historia włoskiego klubu piłkarskiego A.C. Milan w latach 1979-1996.

## Historia Milanu 1979-1996

### Afera Totonero i czarne dni Milanu (1979-1986)

#### Sezon 1979/80
10 mistrzostwo i gwiazdka: to były ostatnie szczęśliwe dni Milanu przed nadchodzącym czarnym okresem. Pod koniec lat 70. kwitła afera czarnego totka ("toto nero"). Prezydent Colombo wplątał klub w nielegalne zakłady piłkarskie. Po wyjściu na jaw afery Colombo został dożywotnio zdyskwalifikowany. Piłkarze Milanu: Enrico Albertosi, Giorgio Morini i Stefano Chiodi zostali zawieszeni odpowiednio na 4 lata, 1 rok i 6 miesięcy.
Dodatkowo trybunał sportowy podjął kontrowersyjną decyzję o degradacji Milanu oraz S.S. Lazio do Serie B, co było najdrastyczniejszą karą w historii włoskiej piłki nałożoną przez sąd sportowy.

#### Sezon 1980/81
Sezon 1980/81 Milan po raz pierwszy spędził w Serie B. Po zaciętej walce, mimo kilku wpadek (jak porażka 0:3 z Taranto) Mediolańczycy wygrali rozgrywki, uzyskując 18 zwycięstw, 14 remisów i ponosząc 6' porażek, wracając do Serie A. W czerwcu Milan wystartował na San Siro w turnieju Mundialito, będącym nieoficjalnymi klubowymi mistrzostwami świata. Rossoneri uzyskali prawo do gry jako zdobywcy Pucharu Interkontynentalnego z roku 1969. W stawce pięciu zespołów Milan zajął trzecie miejsce (wygrał Inter). Turniej zorganizował przedsiębiorca Silvio Berlusconi, kibic Milanu, od tego momentu będący coraz bliżej zespołu.

#### Sezon 1981/82
Po awansie do pierwszej ligi włoskiej Milan, targany konfliktami i nieporozumieniami, walczył o utrzymanie. Mimo zmian na stanowiskach prezesa i trenera drużyny, zespół nie odzyskał spokoju. Na 5 kolejek przed końcem rossoneri znajdowali się na pozycji spadkowej. W ostatnich meczach nastąpił zryw zespołu. Milan wygrał 4 z 5 spotkań. Utrzymanie było blisko, jednak dramatyczna końcówka meczu pomiędzy SSC Napoli a Genoą spowodowała, że klub po raz drugi w historii znalazł się w Serie B. Wyrównująca bramka w końcówce, po błędzie neapolitańskiego bramkarza, zepchnęła Milan do drugiej ligi, ratując drużynę z Genui.
4 dni wcześniej, 12 maja 1982 r. zespół rozegrał decydujący mecz w najstarszych rozgrywkach międzynarodowych, Pucharze Mitropa. W turnieju startowali zwycięzcy drugich lig z zeszłego sezonu: czeskie Vitkovice, jugosłowiański Osijek i węgierski Haladás. Po zwycięstwie 2:1 nad Osijekiem, Milan zdobył trofeum.
Latem, na mistrzostwach świata w Hiszpanii, reprezentacja Włoch zdobyła swój trzeci tytuł mistrzów świata, a w jej składzie znajdowali się gracze Milanu: Baresi i Collovati.

#### Sezon 1982/83
W sezonie 1982/83 Milan, grając w Serie B, prezentował jednak zdaniem wielu obserwatorów poziom pierwszoligowy. Drużyna wygrała rozgrywki z dużą przewagą, odnosząc 19 zwycięstw, 16 remisów i ponosząc 3 porażki. W międzyczasie Milan zanotował jedną poważną wpadkę, grając mecz uznany przez wielu za jeden z najgorszych w swojej historii - porażka 1:2 z S.S. Cavese na własnym boisku. Mecz obserwowało 80 tysięcy kibiców - prawie 2 razy więcej niż mecze Interu w Serie A.
W sześciozespołowej grupie eliminacyjnej Pucharu Włoch Milan zajął drugie miejsce, przegrywając zaledwie jednym punktem z Juventusem, ale awansując do 1/8 finału. Po wyeliminowaniu kolejnego pierwszoligowca (Cagliari Calcio) zespół pechowo odpadł w ćwierćfinale z Hellas Werona (2:2 i 3:3).
Po zakończeniu sezonu Milan po raz drugi wziął udział w Mundialito. Zajął tam czwarte miejsce, prezentując jednak grę na wysokim poziomie, ponosząc tylko jedną, minimalną porażkę z Penarolem Montevideo i wygrywając z Interem.

#### Sezon 1983/84
Sezon 1983/84 rozpoczął się przybyciem do drużyny m.in. Anglika Luthera Blissetta. Sezon ten, biorąc pod uwagę 3 poprzednie lata, został uznany za całkiem niezły w wykonaniu klubu. Milan zajął ósme miejsce w Serie A, przegrywając dwie pozycje zaledwie różnicą bramek, natomiast w Pucharze Włoch Mediolańczycy odpadli dopiero w 1/4 finału, po dogrywce z Romą.

#### Sezon 1984/85
W zespole pojawili się Pietro Paolo Virdis oraz Anglicy Ray Wilkins i Mark Hateley. Milan grał jeszcze lepiej niż w zeszłym sezonie, zajmując piąte miejsce w lidze (kwalifikacja do Pucharu UEFA) i przegrywając finałowy dwumecz Pucharu Włoch z Sampdorią.
20 stycznia 1985 r., w wyjazdowym meczu z Udinese Calcio w Milanie zadebiutował syn Cesarego Maldiniego, Paolo, wówczas szesnastolatek.

#### Sezon 1985/86
W sezonie 1985/86 do Milanu trafił zdobywca Pucharu Europy w barwach Juventusu sprzed kilku miesięcy - Paolo Rossi. Zespół jednak grał przeciętnie, zajmując siódme miejsce w lidze. Również występy zespołu w Pucharze UEFA nie usatysfakcjonowały nikogo. Milan niespodziewanie odpadł w 1/8 finału tych rozgrywek z belgijskim KSV Waregem (1:1 na wyjeździe i 1:2 u siebie).

### Wkroczenie Berlusconiego i pasmo sukcesów (1986-1996)

#### Sezon 1986/87
20 lutego 1986 r. dotychczasowego prezesa Milanu Giuseppe Farinę, pod którego przewodnictwem zespół osiągał przeciętne rezultaty, zastąpił Silvio Berlusconi. Do sztabu zespołu dołączyli też znani dzisiaj działacze: Adriano Galliani i Ariedo Braida.
W Serie A zespół Milanu grał coraz lepiej, jednak na koniec sezonu 1986/87 dał się wyprzedzić czterem drużynom, uzyskując tyle samo punktów co UC Sampdoria. Oznaczało to konieczność rozegrania barażu o udział w Pucharze UEFA. 23 maja w Turynie rossoneri wygrali 1:0 po dogrywce i bramce Daniele Massaro. Pietro Paolo Virdis został kolejnym królem strzelców w barwach Milanu, strzelając 17 bramek.
W czerwcu tego roku Milan wziął udział w trzeciej edycji turnieju Mundialito, gdzie wzmocniony reprezentantem Holandii Frankiem Rijkaardem zaliczył najlepszy występ z dotychczasowych, zdobywając nieoficjalne klubowe mistrzostwo świata. Zespół wygrał 3 mecze, 1 remisując, strzelając 4 bramki i nie tracąc żadnej.

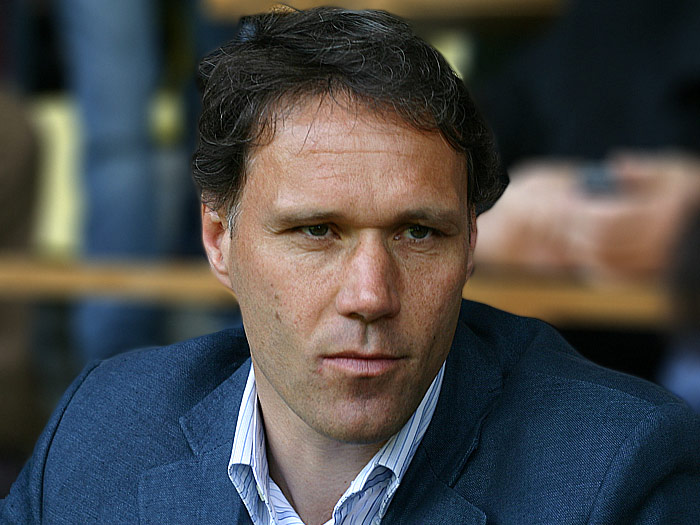
Marco van Basten - legenda Milanu i reprezentacji Holandii.

#### Sezon 1987/88
W sezonie 1987/88 nowym trenerem Milanu został Arrigo Sacchi. Nowymi zawodnikami zostali Holendrzy: Marco van Basten i Ruud Gullit oraz Alessandro Costacurta ze szkółki klubowej. Gullit pod koniec roku zdobył Złotą Piłkę dla najlepszego piłkarza Europy.
Mimo średniego początku rozgrywek ligowych (a także odpadnięciu już w drugiej rundzie europejskich pucharów z późniejszym finalistą, Espanyolem Barcelona), Milan zdobył jedenasty tytuł mistrzowski, po niesamowitej walce z SSC Napoli z Maradoną w składzie. Na 3 kolejki przed końcem Napoli, które jak na mistrza Włoch przystało prowadziło od samego początku sezonu, miało punkt przewagi nad Milanem.
W 28 kolejce obie zagrały ze sobą na stadionie San Paolo w Neapolu. Po znakomitym spotkaniu Milan wygrał 3:2. Bramki strzelali: Virdis (36', 1:0), Maradona (45', 1:1), Virdis (68', 2:1), van Basten (76', 3:1), Careca (78', 3:2). A tak wyglądały ostatnie mecze: Milan - remis, Napoli - porażka, Milan - remis, Napoli - porażka.
| Mistrzowski skład Milanu 1988: Giulio Nuciari, Giovanni Galli - Filippo Galli, Walter Bianchi, Mauro Tassotti, Franco Baresi, Paolo Maldini, Alessandro Costacurta, Roberto Mussi - Emiliano Verga Rufo, Carlo Ancelotti, Roberto Donadoni, Alberigo Evani, Francesco Zanoncelli, Angelo Colombo, Ruud Gullit, Mario Bortolazzi - Massimiliano Cappellini, Graziano Mannari, Antonio Pietro Paolo Virdis, Marco Van Basten, Daniele Massaro |

#### Sezon 1988/89
Sezon 1988/89 obfitował w dramatyczne mecze w Pucharze Europy. Rossoneri po dramatycznych meczach 1/8 finału wyeliminowali Crveną Zvezdę i Werder Brema. Rewanżowy mecz z Jugosłowianami został przerwany z powodu mgły, przy wyniku 1:1 i czerwonej kartce dla Virdisa. Następnego dnia spotkanie zostało powtórzone. Mecz obfitował w dramatyczne wydarzenia, nie tylko sportowe. Roberto Donadoni w starciu z rywalem stracił przytomność, dusząc się. W ostatniej chwili od śmierci uratował go klubowy lekarz, łamiąc mu szczękę w celu udrożnienia dróg oddechowych. Ostatecznie oba mecze z Crveną zakończyły się wynikami 1:1. Rzuty karne Milan wygrał 4-2, dzięki dwóm obronionym strzałom przez bramkarza Giovanniego Gallego.
Rok 1988 zakończył się przyznaniem Złotej Piłki Marco van Bastenowi, a wszystkie miejsca na podium zajęli piłkarze Milanu.
W ćwierćfinale Pucharu Europy z Werderem Brema padła zaledwie jedna bramka, strzelona przez van Bastena z karnego.
W półfinale, w rewanżowym meczu na San Siro (pierwszym mecz zakończył się remisem 1:1) doszło do kuriozalnego wyniku - Real poległ aż 0:5 (bramki: Ancelotti, Rijkaard, Gullit, Van Basten i Donadoni).
W finale, 24 maja 1989 r. na Camp Nou w Barcelonie Milan wygrał ze Steauą Bukareszt 4:0. W stolicy Katalonii pojawiło się prawie 100 tysięcy kibiców Milanu. Taka liczba kibiców w meczu wyjazdowym była i jest do dzisiaj rekordem w historii klubowej piłki nożnej.
| Finał Pucharu Europy 1989: Milan - Steaua 4:0 (3:0) - Bramki: 1:0 Gullit 17', 2:0 van Basten 26', 3:0 Gullit 38', 4:0 van Basten 46' - Skład Milanu: [1] G. Galli - [2] Tassotti, [3] Costacurta ([12] F. Galli 74'), [4] Baresi (kapitan), [5] Maldini - [6] Colombo, [7] Rijkaard, [8] Ancelotti, [9] Donadoni - [10] Gullit ([13] Virdis 60'), [11] Van Basten |

Gra w Pucharze Europy odbiła się na wynikach Milanu w lidze - trzecie miejsce mistrzów Włoch, za Interem i Napoli.
Latem 1989 r. Milan zdobył pierwszy w historii Superpuchar Włoch (jeszcze za zeszły sezon), pokonując Sampdorię 3:1.

#### Sezon 1989/90
W kolejnym sezonie Milan kontynuował wspaniałą grę (m.in. z nowym graczem, Marco Simone. Najpierw zdobył Superpuchar Europy (1:1 i 1:0 z Barceloną) za miniony sezon. Potem, po zwycięstwie w dogrywce 1:0 i bramce z rzutu wolnego Evaniego w ostatniej minucie nad kolumbijskim Nacional Medellín dołożył Puchar Interkontynentalny.
W plebiscycie Złotej Piłki za miniony rok znowu wygrał Marco van Basten. Dwa kolejne miejsca po raz kolejny zajęli inni gracze Milanu - Baresi i Rijkaard. Te dwa lata były jedynymi w historii tej prestiżowej nagrody, kiedy całe podium było zajmowane przez piłkarzy jednego klubu.
W lidze rossoneri byli o krok od ponownego wywalczenia tytułu mistrzowskiego. Jednak w przedostatniej kolejce przegrali wyjazdowy mecz z Hellas Werona 1:2, po decydującej bramce w 89 minucie meczu. Rijkaard, Van Basten, Costacurta i trener Sacchi ujrzeli czerwone kartki. Po raz drugi, po roku 1973, klub z Werony "zabrał" Milanowi niemal pewny tytuł. Drugie w historii mistrzostwo przypadło Napoli. 19 bramek van Bastena i tytuł króla strzelców nie wystarczyły. Trzy dni później Milan przegrał na własnym boisku rewanż finału Pucharu Włoch z Juventusem (0:1, w pierwszym meczu Milan bezbramkowo zremisował).
Jednak w Pucharze Europy Milan nie miał sobie równych. Drugi raz z rzędu awansował do wielkiego finału. Na stadionie w Wiedniu Mediolańczycy pokonali 1:0 SL Benfica, broniąc trofeum zdobytego rok wcześniej.
| Finał Pucharu Europy 1990: Milan - Benfica 1:0 (0:0) - Bramki: 1:0 Rijkaard 68' - Skład Milanu: [1] G. Galli - [2] Tassotti, [3] Costacurta, [4] Baresi (kapitan), [5] Maldini - [6] Colombo ([13] Massaro 89'), [7] Rijkaard, [8] Ancelotti ([12] F. Galli 72'), [9] Evani - [10] Gullit, [11] Van Basten |

#### Sezon 1990/91
W następnym sezonie - Superpuchar Europy (1:1 i 2:0 z Sampdorią i Puchar Interkontynentalny (3:0 z Club Olimpia). Milan przez 2 lata zdobył wszystko co było do zdobycia w rozgrywkach międzynarodowych.
W Serie A mediolański zespół zajął drugie miejsce, 5 punktów za Sampdorią dla której był to pierwszy tytuł. W Pucharze Włoch - odpadł w półfinale z Romą, po samobójczej bramce van Bastena.
W Pucharze Europy Milan trafił w ćwierćfinale na Olympique Marsylia. Po remisie 1:1 w pierwszym meczu na własnym boisku, w rewanżu do 88. minuty rossoneri przegrywali 0:1 Wtedy na stadionie zgasło światło. Po naprawie oświetlenia piłkarze Milanu odmówili powrotu na boisko. Zespół został za to ukarany walkowerem i wykluczony z kolejnej edycji rozgrywek europejskich.
| Sezon 1991/92, pod wodzą Fabio Capello, Milan zakończył niespodziewanym wynikiem. O ile mistrzostwa Włoch było w planie, to takiego bilansu nie spodziewał się nikt: Milan w 34 ligowych kolejkach odniósł 22 zwycięstwa i wywalczył 12 remisów, nie ponosząc ani jednej porażki. Capello i jego drużyna stali się tym samym pierwszym zespołem, który zdobył mistrzostwo bez przegranej w ciągu całego ligowego sezonu. Van Basten po raz drugi został królem strzelców (25 goli). Jedyny mecz we wszystkich rozgrywkach Milan przegrał w półfinale Pucharu Włoch z Juventusem. \| Mistrzowski skład Milanu 1992: Sebastiano Rossi, Francesco Antonioli - Filippo Galli, Franco Baresi, Mauro Tassotti, Enzo Gambaro, Alessandro Costacurta, Paolo Maldini - Carlo Ancelotti, Diego Fuser, Alberigo Evani, Demetrio Albertini, Roberto Donadoni, Franklin Edmundo Rijkaard, Ruud Gullit - Giovanni Cornacchini, Marco Simone, Marco Van Basten, Daniele Massaro, Aldo Serena \| |
| Mistrzowski skład Milanu 1992: Sebastiano Rossi, Francesco Antonioli - Filippo Galli, Franco Baresi, Mauro Tassotti, Enzo Gambaro, Alessandro Costacurta, Paolo Maldini - Carlo Ancelotti, Diego Fuser, Alberigo Evani, Demetrio Albertini, Roberto Donadoni, Franklin Edmundo Rijkaard, Ruud Gullit - Giovanni Cornacchini, Marco Simone, Marco Van Basten, Daniele Massaro, Aldo Serena |

| Mistrzowski skład Milanu 1992: Sebastiano Rossi, Francesco Antonioli - Filippo Galli, Franco Baresi, Mauro Tassotti, Enzo Gambaro, Alessandro Costacurta, Paolo Maldini - Carlo Ancelotti, Diego Fuser, Alberigo Evani, Demetrio Albertini, Roberto Donadoni, Franklin Edmundo Rijkaard, Ruud Gullit - Giovanni Cornacchini, Marco Simone, Marco Van Basten, Daniele Massaro, Aldo Serena |

| Niezwyciężeni 26.05.1991 - 21.03.1993 58 meczów Milanu bez porażki w Serie A \| -. Bari - Milan 2:1 1. Milan - Parma 0:0 2. Ascoli - Milan 0:1 3. Milan - Cagliari 1:0 4. Juventus - Milan 1:1 5. Milan - Fiorentina 1:1 6. Milan - Genoa 1:1 7. Atalanta - Milan 0:2 8. Milan - Parma 2:0 9. Bari - Milan 0:1 10. Milan - Roma 4:1 11. Sampdoria - Milan 0:2 12. Milan - Cremonese 3:1 13. Inter - Milan 1:1 14. Milan - Torino 2:0 \| 15. Lazio - Milan 1:1 1. Milan - Napoli 5:0 2. Verona - Milan 0:1 3. Milan - Foggia 3:1 4. Milan - Ascoli 4:1 5. Cagliari - Milan 1:4 6. Milan - Juventus 1:1 7. Fiorentina - Milan 0:0 8. Genoa - Milan 0:0 9. Milan - Atalanta 3:1 10. Parma - Milan 1:3 11. Milan - Bari 2:0 12. Roma - Milan 1:1 13. Milan - Sampdoria 5:1 14. Cremonese - Milan 1:1 \| 30. Milan - Inter 1:0 1. Torino - Milan 2:2 2. Milan - Lazio 2:0 3. Napoli - Milan 1:1 4. Milan - Verona 4:0 5. Foggia - Milan 2:8 6. Milan - Foggia 1:0 7. Pescara - Milan 4:5 8. Milan - Atalanta 2:0 9. Sampdoria - Milan 1:2 10. Fiorentina - Milan 3:7 11. Milan - Lazio 5:3 12. Parma - Milan 0:2 13. Milan - Torino 0:0 14. Napoli - Milan 1:5 \| 45. Milan - Inter 1:1 1. Juventus - Milan 0:1 2. Milan - Udinese 1:1 3. Milan - Ancona 2:0 4. Roma - Milan 0:1 5. Milan - Cagliari 1:0 6. Brescia - Milan 0:1 7. Milan - Genoa 1:0 8. Foggia - Milan 2:2 9. Milan - Pescara 4:0 10. Atalanta - Milan 1:1 11. Milan - Sampdoria 4:0 12. Milan - Fiorentina 2:0 13. Lazio - Milan 2:2 --. Milan - Parma 0:1 \| | | | |
| -. Bari - Milan 2:1 1. Milan - Parma 0:0 2. Ascoli - Milan 0:1 3. Milan - Cagliari 1:0 4. Juventus - Milan 1:1 5. Milan - Fiorentina 1:1 6. Milan - Genoa 1:1 7. Atalanta - Milan 0:2 8. Milan - Parma 2:0 9. Bari - Milan 0:1 10. Milan - Roma 4:1 11. Sampdoria - Milan 0:2 12. Milan - Cremonese 3:1 13. Inter - Milan 1:1 14. Milan - Torino 2:0 | 15. Lazio - Milan 1:1 1. Milan - Napoli 5:0 2. Verona - Milan 0:1 3. Milan - Foggia 3:1 4. Milan - Ascoli 4:1 5. Cagliari - Milan 1:4 6. Milan - Juventus 1:1 7. Fiorentina - Milan 0:0 8. Genoa - Milan 0:0 9. Milan - Atalanta 3:1 10. Parma - Milan 1:3 11. Milan - Bari 2:0 12. Roma - Milan 1:1 13. Milan - Sampdoria 5:1 14. Cremonese - Milan 1:1 | 30. Milan - Inter 1:0 1. Torino - Milan 2:2 2. Milan - Lazio 2:0 3. Napoli - Milan 1:1 4. Milan - Verona 4:0 5. Foggia - Milan 2:8 6. Milan - Foggia 1:0 7. Pescara - Milan 4:5 8. Milan - Atalanta 2:0 9. Sampdoria - Milan 1:2 10. Fiorentina - Milan 3:7 11. Milan - Lazio 5:3 12. Parma - Milan 0:2 13. Milan - Torino 0:0 14. Napoli - Milan 1:5 | 45. Milan - Inter 1:1 1. Juventus - Milan 0:1 2. Milan - Udinese 1:1 3. Milan - Ancona 2:0 4. Roma - Milan 0:1 5. Milan - Cagliari 1:0 6. Brescia - Milan 0:1 7. Milan - Genoa 1:0 8. Foggia - Milan 2:2 9. Milan - Pescara 4:0 10. Atalanta - Milan 1:1 11. Milan - Sampdoria 4:0 12. Milan - Fiorentina 2:0 13. Lazio - Milan 2:2 --. Milan - Parma 0:1 |

#### Sezon 1992/93
Kolejny sezon rozpoczął się od pojawienia w Milanie nowych graczy: Papina, Savićevića, Bobana, i Eranio. Najważniejszym jednak nabytkiem klubu miał być Gianluigi Lentini, który przeszedł z Torino FC za rekordową wówczas kwotę 20 milionów dolarów. Latem Milan zdobył kolejny Superpuchar Włoch, a następnie rozpoczął ligę, w której już od pierwszej kolejki objął prowadzenie.
Po rocznej karencji w pucharach i zdobyciu tytułu mistrzowskiego, Milan powrócił do walki o najważniejsze klubowe trofeum Europy. W drodze do finału Mediolańczycy wygrali wszystkie spotkania. W najważniejszym meczu czekał na nich Olympique, o którym mieli złe wspomnienia sprzed dwóch lat. Jednak francuski zespół znów nie dał się pokonać. Milan przegrał 0:1, a Marsylczycy zdobyli swój pierwszy i jedyny Puchar Europy.
W lidze rossoneri nie mieli już sobie równych i obronili tytuł. W międzyczasie Milan określany był we Włoszech mianem "Niezwyciężeni" (Gli Invincibili). Klub zanotował serię 58 meczów w lidze bez porażki, co do dzisiaj jest rekordem Italii i jednym z czołowych wyników na świecie. Trzon defensywy stanowili Franco Baresi i Paolo Maldini, według wielu ekspertów czołowi, być może nawet najlepsi obrońcy w historii futbolu.
W Pucharze Włoch rossoneri po raz trzeci z rzędu zostali wyeliminowani w półfinale.
W grudniu 1992 r. miało miejsce nieprzyjemne wydarzenie. W meczu z Anconą kontuzji doznał Marco van Basten. Po kilku miesiącach leczenia kontuzji wrócił, jednak uraz okazał się zbyt poważny. Po występie w meczu z Olympique przez 2 lata widniał w kadrze Milanu, jednak nie zagrał już ani razu, kończąc w ten sposób karierę. Za rok 1992 zdążył odebrać jeszcze Złotą Piłkę po raz trzeci w karierze.
| Mistrzowski skład Milanu 1993: Sebastiano Rossi, Carlo Cudicini, Francesco Antonioli - Franco Baresi, Stefano Nava, Paolo Maldini, Enzo Gambaro, Alessandro Costacurta, Filippo Galli, Mauro Tassotti - Fernando De Napoli, Demetrio Albertini, Franklin Edmundo Rijkaard, Alberigo Evani, Dejan Savicevic, Stefano Eranio, Ruud Gullit, Zvonimir Boban, Roberto Donadoni - Jean Pierre Papin, Aldo Serena, Marco Van Basten, Daniele Massaro, Gianluigi Lentini, Marco Simone |

#### Sezon 1993/94
Przed rozpoczęciem kolejnego sezonu wyszła na jaw afera korupcyjna w lidze francuskiej, z udziałem m.in. zespołu Olympique. Drużyna ta została zdegradowana do drugiej ligi, tracąc też tytuł mistrza Francji i prawo gry w europejskich pucharach. Pojawiły się głosy w sprawie odebranie Marsylczykom Pucharu Europy bądź ponownego rozegrania finału w składzie Milan - Rangers, jednak UEFA postanowiła nie odbierać trofeum. Marsylia została jednak wykluczona z meczów o Superpuchar Europy i Puchar Interkontynentalny, a jej miejsce zajął Milan. Jednak nie odniósł on sukcesów przegrywając odpowiednio z AC Parma (1:0 na wyjeździe i niespodziewanie 0:2 u siebie) oraz z São Paulo F.C. (2:3). Mimo to w klubowym rankingu IFFHS Milan po raz pierwszy zajął pierwsze miejsce.
Era Holendrów w Milanie została zakończona. Lentini wziął udział w wypadku drogowym, po którym już nigdy nie grał tak jak wcześniej. Mimo to klub po raz drugi z rzędu doszedł do finału Ligi Mistrzów. Przeciwnikiem miała być drużyna Barcelony, prowadzona przez Johanna Cruyffa. Katalończycy byli zdecydowanym faworytem tego spotkania. Jednak na Stadionie Olimpijskim w Atenach Milan udzielił swoim przeciwnikom srogiej lekcji futbolu, wygrywając aż 4:0. Mecz ten został uznany za najlepszy w całej stuletniej historii mediolańskiego klubu.
| Finał Pucharu Europy 1994: Milan - Barcelona 4:0 (3:0) - Bramki: 1:0 Massaro 22', 2:0 Massaro 45', 3:0 Savicević 47', 4:0 Desailly 59' - Skład Milanu: [1] Rossi - [3] Panucci, 6] Galli, [2] Tassotti (kapitan), [5] Maldini ([12] Nava 84') - [4] Albertini, [8] Desailly, [7]Donadoni, [9] Boban - [10] Savićević, [11] Massaro |

| Za głównego autora tego sukcesu był przez wielu uważany trener Capello, który potrafił skutecznie zapanować nad indywidualnościami zespołu. Do sukcesu w Europie Milan dołożył sukces we Włoszech. Wygrywając rozgrywki Serie A, zdobył swoje czternaste mistrzostwo, trzecie z rzędu. Powtórzył w ten sposób osiągnięcie Interu Mediolan z sezonu 1964/65, wygrywając w tym samym sezonie Puchar Europy i ligę włoską. Dodatkowo Sebastiano Rossi ustanowił rekord Serie A - 929 minut bez puszczonej bramki, nie pobity do dzisiaj. \| Mistrzowski skład Milanu 1994: Mario Ielpo, Francesco Antonioli, Sebastiano Rossi - Filippo Galli, Mirko Sadotti, Stefano Nava, Franco Baresi, Paolo Maldini, Christian Panucci, Mauro Tassotti, Alessandro Costacurta - Marcel Desailly, Alessandro Orlando, Dejan Savicevic, Brian Laudrup, Fernando De Napoli, Angelo Carbone, Francesco Cozza, Roberto Donadoni, Stefano Eranio, Zvonimir Boban, Demetrio Albertini - Jean Pierre Papin, Marco Simone, Daniele Guerzoni, Gianluigi Lentini, Daniele Massaro, Florin Valeriu Raducioiu \| |
| Mistrzowski skład Milanu 1994: Mario Ielpo, Francesco Antonioli, Sebastiano Rossi - Filippo Galli, Mirko Sadotti, Stefano Nava, Franco Baresi, Paolo Maldini, Christian Panucci, Mauro Tassotti, Alessandro Costacurta - Marcel Desailly, Alessandro Orlando, Dejan Savicevic, Brian Laudrup, Fernando De Napoli, Angelo Carbone, Francesco Cozza, Roberto Donadoni, Stefano Eranio, Zvonimir Boban, Demetrio Albertini - Jean Pierre Papin, Marco Simone, Daniele Guerzoni, Gianluigi Lentini, Daniele Massaro, Florin Valeriu Raducioiu |

#### Sezon 1994/95
Pod koniec roku 1994 przyszła porażka w Pucharze Interkontynentalnym z Vélezem Sársfield, a na początku roku 1995 Milan zdobył Superpuchar Europy za poprzedni sezon, pokonując Arsenal F.C. W lidze zespół grał nieco słabiej, zajmując ostatecznie czwarte miejsce.
W Lidze Mistrzów również nie grał tak dobrze jak oczekiwano, ale udało mu się awansować do finału, gdzie spotkał się z Ajaksem Amsterdam. Holendrzy dwukrotnie pokonali Milan w fazie grupowej, a w finale zrobili to po raz trzeci, wygrywając 1:0 po bramce Patricka Kluiverta, który po dwóch latach trafi do mediolańskiej drużyny.
| Mistrzowski skład Milanu 1996: Sebastiano Rossi, Gabriele Aldegani, Mario Ielpo - Mauro Tassotti, Claudio Mastropasqua, Mario Stancanelli, Franco Baresi, Alessandro Costacurta, Filippo Galli, Paolo Maldini, Francesco Coco, Marcel Desailly, Christian Panucci - Stefano Eranio, Tomas Locatelli, Gianluigi Lentini, Roberto Baggio, Demetrio Albertini, Dejan Savicevic, Roberto Donadoni, Patrick Vieira, Zvonimir Boban, Massimo Ambrosini, Gianluca Sordo - Paolo Di Canio, Paulo Futre, Marco Simone, George Weah |

| Niepokonani w pucharach Milan 4 razy zdobywał europejskie trofeum nie odnosząc ani jednej porażki w całych rozgrywkach. \| - 1967/68 - PZP 4 zwycięstwa, 6 remisów, bramki 17-7 - 1972/73 - PZP 7 zwycięstw, 2 remisy, bramki 15-4 - 1988/89 - PE 5 zwycięstw, 4 remisy, bramki 20-5 - 1993/94 - PE 7 zwycięstw, 5 remisów, bramki 21-2 \| |
| - 1967/68 - PZP 4 zwycięstwa, 6 remisów, bramki 17-7 - 1972/73 - PZP 7 zwycięstw, 2 remisy, bramki 15-4 - 1988/89 - PE 5 zwycięstw, 4 remisy, bramki 20-5 - 1993/94 - PE 7 zwycięstw, 5 remisów, bramki 21-2 |

| - 1967/68 - PZP 4 zwycięstwa, 6 remisów, bramki 17-7 - 1972/73 - PZP 7 zwycięstw, 2 remisy, bramki 15-4 - 1988/89 - PE 5 zwycięstw, 4 remisy, bramki 20-5 - 1993/94 - PE 7 zwycięstw, 5 remisów, bramki 21-2 |